# Leptotarsus (Longurio) hirsutistylus
Leptotarsus (Longurio) hirsutistylus is een tweevleugelige uit de familie langpootmuggen (Tipulidae). De soort komt voor in het Oriëntaals gebied.